# Pierre Manières
Pierre Manières est un homme politique français né le 4 septembre 1770 à Domme (Dordogne) et mort le 3 février 1806 à Paris.

## Biographie
Il sert en l'an II dans les armées de la République, puis devient commissaire du gouvernement dans son canton. Il est sous-préfet de Sarlat en 1800 puis est député de la Dordogne de 1804 à 1806.

## Sources
- « Pierre Manières », dans Adolphe Robert et Gaston Cougny, Dictionnaire des parlementaires français, Edgar Bourloton, 1889-1891 [détail de l’édition]